# Aftenland
Albums de Jan Garbarek
Photo with...
(1978) Magico
(1979)
Aftenland est un album du saxophoniste norvégien Jan Garbarek, paru en 1979 sur le label Edition of Contemporary Music. C'est un disque en duo Kjell Johnsen à l'orgue. Le disque est enregistré en décembre 1979 à Stockholm.

## Description

### Musiciens
- Jan Garbarek - saxophone ténor, saxophone soprano, flûte
- Kjell Johnsen - orgue

### Titres
| No | Titre     | Durée |
| -- | --------- | ----- |
| 1. | Aftenland | 7:20  |
| 2. | Syn       | 6:45  |
| 3. | Linje     | 2:03  |
| 4. | Bue       | 2:06  |
| 5. | Enigma    | 3:35  |
| 6. | Kilden    | 7:37  |
| 7. | Spill     | 4:25  |
| 8. | Iskirken  | 6:51  |
| 9. | Tegn      | 4:54  |